# Ana Capeta
Ana Inês Palma Capeta, född den 22 december 1997  i Beja, är en portugisisk fotbollsspelare.

## Karriär
Ana Capeta inledde sin seniorkarriär i Atlético Ouriense år 2013. Hon har även spelar för PSV Eindhoven och F.C. Famalicão innan hon 2022 kontrakterades av Sporting CP. Hon har även representerat det portugisiska damlandslaget där hon debuterade år 2018.